# Sunčana jandaja
Sunčana jandaja (sunčani papagaj, lat. Aratinga solstitialis) je papagaj iz porodice Psittacidae. 
Ovaj papagaj ima mogućnost oponašanja govora. Ima jak, masivan kljun, goli (bez perja) prsten oko očiju i jako, zdepasto tijelo. Ima široke grudi, glava mu je prilagođena trupu, a čelo jako izraženo. Rep je stepenast, a završava se klinasto s dva repa oštrog vrha. 
I pored velikog broja vrsta aratringi, sunčana aratinga, po izraženosti boja, spada među najljepše, ali i najteže dostupne papagaje što je posljedica jako teškog dobivanja mladih u zatočeništvu, pa je i broj odgajivača ova vrste papagaja jako mali.
Sunčane jandaje žive na prostoru Venecuele, Brazila i Gvajane. 

## Izgled
Dostižu veličinu od 30-35 cm, što ih svrstava u papagaje srednje veličine. 
Bočne strane glave i truha su narančasto-crveni, a predjeli grla, brade i leđa su intenzivno žuti. Mala letna pera su zelena, a na krajevima žuta. Srednja letna pera su plava, oivičena zelenkastom, a velika letna pera su zelena oivičena tamno plavom bojom, kao i sam vrh pera. Rep je s gornje strane zelen, a kraj mu je tamno plav. Donja strana repa je žućkaste i crne boje. Pera na butinama su zlatno žuta. Perje ispod krila je također jako žuto, ka vrhu bjelkasto, a krajnja pera su tamnije cimetne boje. Imaju širok bijeli očni prsten koji je neoperjan. Kljun je crn s crvenkastom primjesom, noge su smeđe, a nokti crni. Ženka se od mužjaka razlikuje po užem očnom prstenu i više zastupljenoj zelenoj boje u perju. Oči su sivkastosmeđe.

## Razmnožavanje
Pare se jednom godišnje, nakon čega ženka u duplji polaže 3-5 bijelih jaja veličine 22x28 mm, te leži na njima i do 30 dana. Po izlijeganju, mladi ostaju u gnijezdu još oko osam tjedana, a po napuštanju gnijezda provode uz roditelje još oko 45 dana. U tom periodu njihove boje su poprilično neodređene i razlivene, a potpun izgled dobivaju nakon dvije godine kada i postaju spolno zreli.
U zatočeništvu se hrane sjemenom suncokreta, prosa, ovsa, glanc sjemena, sirka šećerca, američkog sirka, konoplje, nepečenog kikirikija u ljusci i bar-prosa u klasu.

## Vanjske poveznice
- http://www.sunconure.com/

|  | Zajednički poslužitelj ima stranicu o temi Aratinga solstitialis    |
|  | Zajednički poslužitelj ima još gradiva o temi Aratinga solstitialis |
|  | Wikivrste imaju podatke o taksonu Aratinga solstitialis             |